# Kalanjevci
Kalanjevci (em cirílico: Каланјевци) é uma vila da Sérvia localizada no município de Ljig, pertencente ao distrito de Kolubara, na região de Šumadija Kačer. A sua população era de 611 habitantes segundo o censo de 2011.

## Demografia
| 1948  | 1953  | 1961  | 1971 | 1981 | 1991 | 2002 | 2011 |
| ----- | ----- | ----- | ---- | ---- | ---- | ---- | ---- |
| 1 217 | 1 198 | 1 126 | 945  | 875  | 824  | 744  | 611  |